# 巴内阿里约坎博里乌
巴内阿里约坎博里乌位於巴西南部大西洋沿岸，是圣卡塔琳娜州的一个市镇。总面积46平方公里，总人口107000人，人口密度2326.1人/平方公里。